# Christian Lundeberg
Christian Lundeberg (i riksdagen kallad Lundeberg i Forsbacka, senare Lundeberg i Stockholm), född 14 juli 1842 i Forsbacka i Valbo församling, död 10 november 1911 i Stockholm, var en svensk politiker och industriledare. Han var riksdagsman 1886–1911 (första kammaren, dess vice talman 1899–1905, 1906–1908 och dess talman 1909–1911), statsminister augusti–november 1905.

## Biografi

### Tidiga år
Lundeberg studerade vid Ultuna lantbruksinstitut 1863–1865 och vid Krigsskolan på Karlberg. Han blev underlöjtnant vid Dalregementet 1861 och löjtnant 1865, innan han erhöll avsked 1874 och lämnade officersbanan för att ägna sig åt brukshantering, först som förvaltare vid Oslättfors bruk 1865–1871 och därefter vid Forsbacka bruk, där han var disponent 1885–1906.

### Politisk karriär
Lundeberg blev snart en av hemtraktens tongivande personer och var från 1881 ledamot av Gävleborgs läns landsting, under flera perioder som dess ordförande. 
Han tillhörde första kammarens konservativa och protektionistiska parti och var vid sidan av Patric Reuterswärd partiets ledare och intog efter dennes avgång ensam rollen som partiets ledande kraft. Försvars- och unionsfrågorna intog främsta rummet i hans politiska verksamhet och som partiledare och ledamot av befästningskommittén 1897–1898 var det Lundeberg som var den som drev fram beslutet att bygga Bodens fästning och som ledamot av försvarsutskottet 1901 hade han en betydande del i tillkomsten av 1901 års härordning. Han var även ordförande i stora försvarskommittén 1907–1910, inom vilken han utövade ett mycket stort inflytande. Han arbetade också energiskt för ett stärkt sjöförsvar. I unionsfrågan delade han Oscar Alins ståndpunkter och kom att vid flera tillfällen i kraftiga ordalag kritisera undfallenheten gentemot Norge hos första kammarens majoritet, en hållning som utrikesminister Alfred Lagerheim företrädde.
Åren 1888–1889 och 1892–1903 var han ledamot av statsutskottet, under 1896–1900 och 1902–1903 som dess ordförande, ledamot av hemliga utskottet 1895, ordförande i särskilda försvarsutskottet 1901.

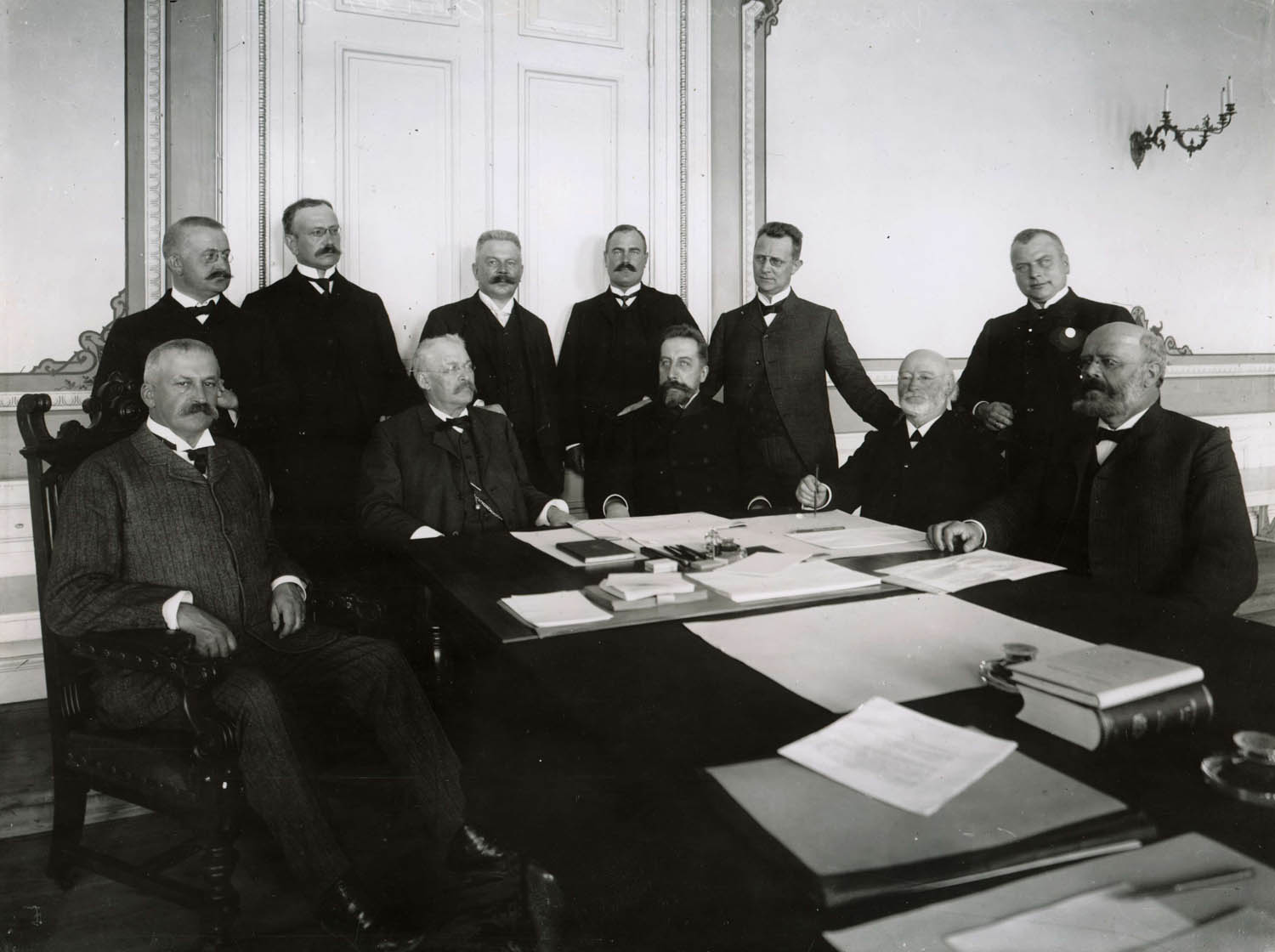
De svensk-norska unionsförhandlingarna i Karlstad, 1905. Nordiska museet NMA.0034900

Lundeberg spelade en ledande roll vid unionsfrågans behandling vid första och andra urtima riksdagen 1905. Han var ordförande i det särskilda utskott som riktade så stark kritik mot den Ramstedtska regeringen att den föll. I juli fick han kungens uppdrag att bilda en ny regering som i praktiken var en samlingsregering. I september nådde den en för svensk stolthet acceptabel uppgörelse i Karlstad med norrmännen, som bland annat innefattade norsk folkomröstning för eller emot självständighet.
Lundebergs regering var anmärkningsvärd. Den bildades utan inblandning från kungens sida och överensstämde helt med ställningen i riksdagen. Därtill var flera av de nya statsråden från andra samhällsklasser än dem ur vilka tidigare statsråd hämtats. Utöver Lundeberg själv, som var förste industriledaren på statsministerposten, uppmärksammades advokaten Karl Staaff, länsnotarien Johan Widén och den förste bonden vid kungens rådsbord, Alfred Petersson i Påboda.
Lundeberg har även gått till historien som ultrakonservativ demokratimotståndare och som sådan ville han genomdriva att den konservativa första kammaren skulle få veto i lagfrågor och ekonomiska frågor, det ”Lundebergska villkoret”, för att skydda högern mot socialdemokrater och liberaler om allmän rösträtt skulle införas. Han genomförde 1906 som ordförande för Mackmyra Sulfit AB vräkningar mitt i vintern av arbetare som organiserat sig fackligt.
När unionskrisen var löst räknade kungahuset med att allt skulle återgå till det gamla och ville att Lundeberg skulle stanna efter byte på enskilda statsrådsposter. Lundeberg försökte finna mandat för fortsatt samlingsregering med sikte på att lösa rösträttsfrågan. När det misslyckades försökte han få ihop en högerministär, men högermännen ansåg att det nu var liberalernas tur att ta ledningen efter deras framgångar i andrakammarvalet på hösten 1905. Kungahuset var inte lika avogt inställt till Karl Staaff efter hans insatser i samlingsregeringen. Lundeberg återgick till riksdagen och var första kammarens talman från 1909 fram till sin död 1911.
Lundeberg blev 1898 ledamot av Lantbruksakademien och var 1909–1911 dess preses.

### Familj

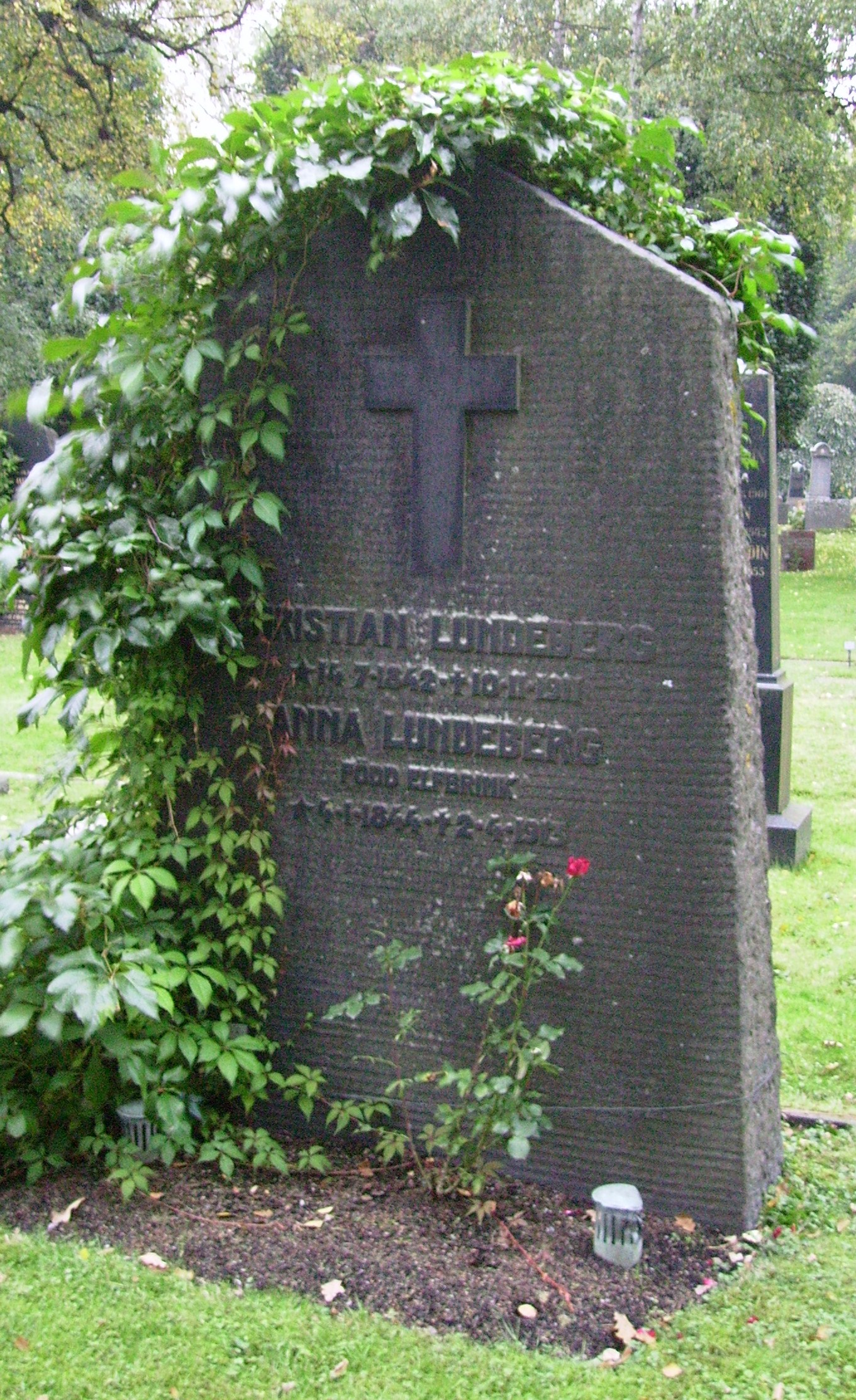
Christian Lundebergs gravvård på Norra begravningsplatsen i Solna kommun.

Christian Lundeberg var son till bruksägaren Johan Ulrik August Lundeberg och Maria Eckman. Han gifte sig 1865 med Anna Elfbrink, med vilken han hade sex barn, däribland Kristian, Gerdt och Folke Lundeberg.

## Utmärkelser
- Kungliga Serafimerorden

[Redigera Wikidata]